# Colonel James Jabara Airport

i7
i11
i13
Der Colonel James Jabara Airport (ICAO-Code: KAAO) ist ein Flugplatz in Sedgwick County (Kansas), rund 15 Kilometer nordöstlich der Stadt Wichita im US-amerikanischen Bundesstaat Kansas, die ein bedeutendes Zentrum der Flugzeugindustrie ist. Das 243 Hektar große Flugfeld liegt etwa 14 km nordöstlich des Industriegebiets von Wichita auf 433 Meter Höhe und verfügt über eine 1.860 Meter lange Beton-Runway sowie einen Helikopterlandeplatz. Es sind rund 100, überwiegend einmotorige, Flugzeuge dort stationiert und finden jährlich ungefähr 38.000 Flugbewegungen statt (Zählung Saison 2005/2006), im Schnitt gut 100
pro Tag. Der Flugplatz ist nach dem Militärpiloten James Jabara (1923–1966) benannt, der sich im Koreakrieg durch zahlreiche Abschüsse den Ruf als „erstes amerikanisches Düsenfliegerass“ erwarb.

## Trivia
Am 20. November 2013 landete versehentlich eine Boeing 747 „Dreamlifter“ der Atlas Air (gemessen am Volumen das größte Frachtflugzeug der Welt), die eigentlich die 15 km entfernte McConnell Air Force Base südöstlich von Wichita angesteuert und dort bereits Landeerlaubnis bekommen hatte. Der Dreamlifter benötigt bei voller Beladung allerdings eine 2.800 Meter lange Startbahn. Die Maschine flog einen Tag später, nachdem viel Frachtgut entfernt wurde, weiter zur McConnell AFB.